# Rebecca Mader
Rebecca Mader (født 1977) er en skuespillerinde, der har optrådt i adskillige amerikanske tv-serier. Hun spillede Morgan Gordon på All My Children, og medvirkede regulært på Justice, i efteråret 2006. Fra 2008 figurede Mader som Charlotte Staples Lewis i fjerde sæson af American Broadcasting Companys Lost.